# Claire Frühling-Gerlach
Claire Frühling-Gerlach (* 26. Oktober 1910 in Breslau, Provinz Schlesien; † 30. Januar 1994 in Ansbach) war eine deutsche Konzertsängerin und Musikprofessorin im In- und Ausland. Sie war Trägerin des Verdienstkreuzes am Bande des Verdienstordens der Bundesrepublik Deutschland.

## Leben
Claire Frühling-Gerlach war Sopranistin und Pianistin und gab  Konzerte in Deutschland und dem Ausland. Weiterhin war sie Dozentin in Breslau an der Schlesischen Landesmusikschule sowie am Cieplikschen Konservatorium der Musik in Beuthen. Als Opernsängerin hatte sie ein Engagements in Franzensbad und Eger sowie Gastspiele in Darmstadt.
Von 1951 bis 1958 war sie Gesangsprofessorin am kolumbianischen Conservatorio de Música in Cali (heute Conservatorio „Antonio María Valencia“). Im Jahr 1956 folgte die Überreichung des Bundesverdienstkreuzes durch den Deutschen Konsul für den Einsatz und die Pflege des Deutschen Liedgutes und der Deutschen Oper im Ausland.
Nach ihrer Rückkehr war sie ab 1959 Dozentin an der Rheinischen Musikschule (Abteilung Jugend- und Schulmusikwerk) in Köln und in der Gesangsausbildung tätig. Daneben dirigierte sie einen Chor an der Volkshochschule und gab Privatunterricht in Klavier und Gesang. Frühling-Gerlach war Klavierbegleiterin für Vokal- und Instrumentalsolisten. Im Rundfunk war sie Gastsängerin der Sender Berlin, Breslau, Leipzig, Stuttgart, Saarbrücken, Wien, Hamburg und Köln.

## Pressestimmen
„Die menschliche Stimme ist ein Instrument ohne Pedal noch Tasten, ein ausgezeichneter Vibrator ohne Manuale oder sonstiger Hilfsmittel. Um aber gefühlsmäßig zu singen, die Resonanz auszunützen, ohne das Gefühl einer Forcierung zu geben, gut auszusprechen, die Geheimnisse der Technik, des Stiles und der Musikalität zu besitzen, das ist eine Qualität der wirklich wenig allgemeinen Qualitäten. Claire Frühling-Gerlach besaß diese natürliche Gabe in reichem Umfang. Sie sang nicht nur gut, d. h. mit ‚Schule‘, mit hervorragendem Ausdruck, mit gut geführter farbenreicher Stimme, sondern laß uns, ganz gleich, ob sie eine Arie oder ein Lied singt, den ästhetischen und reinen Gehalt und Wert des Kunstwerkes mitempfinden. Wenige Soprane und Sängerinnen im allgemeinen werden ihre musikalischen Gaben besser als sie auslegen können“

„Nach siebenjähriger unermüdlicher Arbeit als Gesangsprofessorin an unserem Konservatorium verabschiedete sich Frau Claire Frühling-Gerlach in einem Liederabend. Es hieße oft Gesagtes wiederholen. Frau Frühling-Gerlach war eine Sängerin, die alles vereint. Technik und saubere Intonation sind ihr selbstverständlich und so stellt sie ihren schönen leuchtenden, silbrigen Sopran ganz in den Dienst des Ausdrucks, den sie uns in vielen Farben und dynamischer Ausgewogenheit präsentiert. Wir hoffen, dass sich Frau Frühling-Gerlach in ihrer Heimat ‚nur‘ erholt und uns später noch weitere Jahre mit ihrer Kunst und stimmbildnerischen Arbeit beglückt“

„[…] Claire Frühling-Gerlach beeindruckte vor allem die sorgfältige und gedankenreiche Behandlung der Texte, die ja gerade im Lied von besonderer Wichtigkeit sind. Besonders gut gerieten der Sängerin die Hindemithschen Stücke: die Motette ‚Nuptiae factae sunt‘ und sechs Lieder aus dem Marienleben“